# Sewall Wright
Sewall Green Wright (21 de dezembro de 1889 — Madison (Wisconsin), 3 de março de 1988) foi um geneticista estadunidense.

## Carreira
Conhecido pelo seu trabalho influente na teoria evolutiva. Juntamente com Ronald Fisher e J. B. S. Haldane, foi o fundador da síntese evolutiva moderna. Foi o descobridor do coeficiente de parentesco e de métodos para o computar em pedigrees. Estendeu o seu trabalho para populações, calculando o grau de parentesco de membros de populações como resultado de deriva genética. Além disso, Fisher e ele foram pioneiros de métodos para calcular a distribuição de frequências alélicas entre populações como resultado da interacção da selecção natural, mutação, migração e deriva genética. O trabalho de Fisher, Wright e Haldane em genética populacional teórica foi um grande passo no desenvolvimento da síntese evolutiva moderna juntando a genética com evolução. Wright fez também grandes contribuições para a genética de mamíferos e genética bioquímica.

## Realizações científicas
Genética populacional
Seus artigos sobre endogamia, sistemas de acasalamento e deriva genética fazem dele o principal fundador da genética populacional teórica, junto com R. A. Fisher e J. B. S. Haldane. O seu trabalho teórico é a origem da síntese evolutiva moderna ou síntese neodarwiniana. Wright foi o inventor/descobridor do coeficiente de endogamia e da estatística F, ferramentas padrão em genética populacional. Ele foi o principal desenvolvedor da teoria matemática da deriva genética, que às vezes é conhecida como efeito Sewall Wright, mudanças estocásticas cumulativas nas frequências genéticas que surgem de nascimentos aleatórios, mortes e segregações mendelianas na reprodução. Neste trabalho ele também introduziu o conceito de tamanho efetivo da população. Wright estava convencido de que a interação da deriva genética e outras forças evolutivas era importante no processo de adaptação. Ele descreveu a relação entre genótipo ou fenótipo e aptidão como superfícies de aptidão ou paisagens evolutivas. Nessas paisagens, a aptidão média da população era a altura, traçada contra eixos horizontais representando as frequências alélicas ou os fenótipos médios da população. A seleção natural levaria uma população a escalar o pico mais próximo, enquanto a deriva genética causaria uma peregrinação aleatória. Ele não aceitou a teoria genética da dominância de Fisher, mas em vez disso considerou que ela surgia de considerações bioquímicas. Embora deixada de lado durante muitos anos, a sua interpretação está na base das ideias modernas de dominância.
Análise de caminho
O método estatístico de análise de caminho desenvolvido por Wright, que ele criou em 1921 e que foi um dos primeiros métodos a usar um modelo gráfico, ainda é amplamente usado na ciência social.

## Publicações
- Wright, Sewall (1984). Evolution and the Genetics of Populations: Genetics and Biometric Foundations New Edition. [S.l.]: University of Chicago Press
  - Vol. 1, Genetic & Biometric Foundations. ISBN 0-226-91038-5
  - Vol. 2, Theory of Gene Frequencies. ISBN 0-226-91039-3
  - Vol. 3, Experimental Results and Evolutionary Deductions. ISBN 0-226-91040-7
  - Vol. 4, Variability within and Among Natural Populations. ISBN 0-226-91041-5